# Esmorza amb mi
Esmorza amb mi (traducido al español como Desayuna conmigo) es una película española de habla catalana de drama de 2025, dirigida por Iván Morales en su ópera prima, quien coescribió el guion junto a Almudena Monzú y en colaboración con Marta Armengol, basada en la obra de teatro homónima de Morales. Está protagonizada por Anna Alarcón, Iván Massagué. Álvaro Cervantes y Marina Salas. Se estrenó en el Festival de Málaga el 16 de marzo de 2025, y tiene previsto su estreno en cines españoles para el 13 de junio de 2025, con distribución de Filmax.

## Trama
La película cuenta las historias cruzadas de cuatro personajes individuales. Natalia es una madre soltera que sufre un accidente de tráfico que la podría dejar paralítica. Salva, un viejo amigo de Natalia, trabaja en el hospital donde está ingresada, habiendo dejado atrás su pasado de camello. Carlota, la pareja de Salva, intenta recuperarse de una vida de excesos y abandono y luchar contra una obsesión. Omar, un antiguo productor de música urbana con cuya obsesión Carlota está intentando superar, malvive componiendo jingles publicitarios.

## Reparto
- Anna Alarcón como Natalia
- Iván Massagué como Salva
- Álvaro Cervantes como Omar
- Marina Salas como Carlota
- Oriol Pla como Magma
- Andrés Peral de la Paz como Ventura
- Paula Hernández como Montse
- Lia Kali como Isabel
- Carolina Olivares como Carolina
- Laura Cabello como Topo

## Producción
En enero de 2024, se anunció que el rodaje de la ópera prima de Iván Morales Esmorza amb mi, basada en su obra de teatro homónima, había comenzado en Barcelona. La película está protagonizada por Anna Alarcón, Álvaro Cervantes, Iván Massagué, Marina Salas y Oriol Pla.

## Lanzamiento y marketing
El 26 de febrero de 2025, cuando el Festival de Málaga anunció su programación completa, confirmó que Esmorza amb mi tendría su estreno mundial en el certamen, el cual tuvo lugar el 16 de marzo de 2025. El 5 de marzo de 2025, se anunció que la película se proyectaría también en el D'A Film Festival de Barcelona. Ese mismo mes, Filmax programó el estreno de la película en cines para el 6 de junio de 2025. Sin embargo, cuando Filmax finalmente lanzó su tráiler en mayo de 2025, anunció también que la cinta había sido atrasada al 13 de junio de 2025.